# Dynamische Amplitudenmodulation
Dynamische Amplitudenmodulation (DAM) ist ein bei manchen amplitudenmodulierten Rundfunksendern angewandtes Verfahren, bei dem die Amplitude des Trägers der Dynamik des zu übertragenden Signals angepasst wird. 
So wird zum Beispiel in Sprachpausen die Sendeleistung verringert, was gegenüber der herkömmlichen Amplitudenmodulation eine Energieeinsparung bewirkt. Dieser Effekt lässt sich mit einer Empfangspegelanzeige beobachten (wie bei Röhrenempfängern mit einem Magischen Auge, einem Zeigerinstrument oder flackernde LED). Dies war beispielsweise beim Mittelwellensender von SWR cont.ra auf 576 kHz der Fall. Bei einigen Sendern bleibt die Leistung während der Sprachpause jedoch hoch, um zu vermeiden, dass das Rauschen beim Empfang an der Grenze des Versorgungsbereiches zunimmt.